# Jurij Danilov

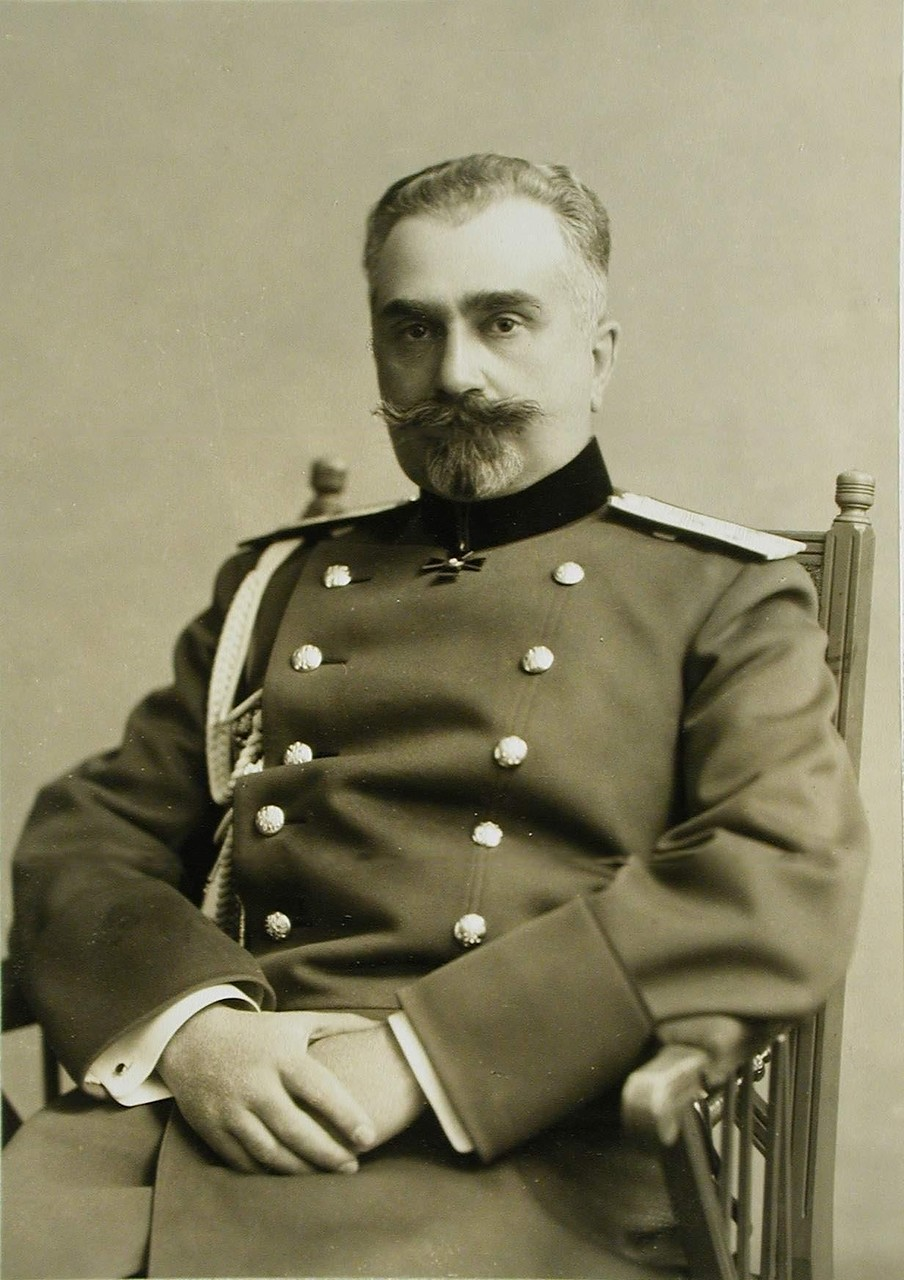
Jurij Daniłow

Jurij Nikiforovitj Danilov, född 1866, död 1937, var en rysk militär.
Danilov blev officer vid artilleriet 1884, generalstabsofficer 1894, överste 1903, generalmajor 1909, generallöjtnant 1913 och general av infanteriet 1915. Danilov var 1906-1908 chef för 166:e infanteriregementet, 1908-1909 överkvartermästare och 1909-1914 generalkvartermästare i generalstaben. Vid första världskrigets utbrott blev han generalkvartermästare i stora högkvarteret, en post han innehade till september 1915, då han utnämndes till chef för 25:e armékåren. 1916 blev han generalstabschef vid nordfronten och 1917 chef för 5:e armén. Efter ryska revolutionen vistades Danilov mestadels i Tyskland och Frankrike.
Bland Danilovs skrifter märks Russland im Weltkriege 1914-15 (tysk översättning 1925) samt Grossfürst Nikolai Nikolajewitsch (1930).